# Abilio Estévez
Pour les articles homonymes, voir Estévez.
Abilio Estévez (né en 1954 à La Havane) est un écrivain cubain.
En 2000, il a obtenu le prix du Meilleur livre étranger pour Ce royaume t'appartient (Grasset), son premier roman, salué par la critique et traduit en douze langues.

## Œuvres
- Ce royaume t'appartient [« Tuyo es el reino »], Paris, trad. Alice Seelow, Éditions Grasset et Fasquelle, 1999, 352 p. (ISBN 978-2-246-56701-1)
- Rue Caraïbes, Indre, France, avec Jean-Pierre Favreau, Éditions En Vues, 1999, 104 p. (ISBN 978-2-911966-12-5)
- Palais lointains [« Los palacios distantes »], Paris, trad. Alice Seelow, Éditions Grasset et Fasquelle, 2004, 364 p. (ISBN 978-2-246-64901-4)
- Le navigateur endormi [« El navegante dormido »], Paris, trad. Alice Seelow, Éditions Grasset et Fasquelle, 2010 (ISBN 978-2-246-74981-3)
- Le danseur russe de Monte-Carlo, [« El bailarín ruso de Montecarlo »], trad. Alice Seelow, Paris, Éditions Grasset et Fasquelle, 2012, 240 p.  (ISBN 978-2-246-78429-6)
- L’Année du calypso, [« El año del calipso »], trad. Alice Seelow, Paris, Éditions Grasset et Fasquelle, 2014  (ISBN 978-2-246-80134-4)